# Fernando Silva dos Santos
Fernando Silva dos Santos (18 maggio 1991) è un ex calciatore brasiliano, di ruolo centrocampista.

## Carriera

### Club
Il 1º gennaio 2018 viene acquistato a titolo definitivo dalla squadra macedone del Renova.